# Гребінець приморський
Гребіне́ць примо́рський (лат. Mizuhopecten yessoensis, Patinopecten yessoensis) або Вітри́льник (яп. 帆立貝, ホタテガイ) — вид молюсків класу двостулкових. Єдиний представник роду (Mizuhopecten, Patinopecten). Поширений в Східній Азії, в прибережних водах Японії, Кореї, Китаю, російських Примор'я, Сахаліну, Камчатки, а також Алеутських островів.

## Назва
- Вітрильник (яп. ホタテガイ)
- Гребінець хоккайдоський або Гребінець едзоський (лат. Mizuhopecten yessoensis, Patinopecten yessoensis)
- Гребінець приморський (рос. Гребешок приморский)
- Гребінець японський (англ. Japanese scallop)

## Опис
Мушля молюска округлена, з вушками. Її верхня стулка пласка і брунатна, а нижня — опукла і біла. Мушля покрита 22-24 широкими радіальними ребрами. Найбільші мушлі мають ширину до 200 мм.
Гребінець харчується дрібними організмами, які ловить з планктону. Основною його харчування є детрит — поверхнева плівка ґрунту, насичена діатомовими водоростями і різними мікроорганізмами.
Тривалість життя гребінця становить близько 15 років. Вага м'яза великих особин близько 40 г. Статевозрілим молюск стає на третьому році життя. Нерестовий сезон триває в травні — червні. Самиця викидає близько 30 мільйонів ікринок. Личинки-вітрильники спочатку плавають у товщі води, а в липні вони осідають на водорості, і при досягненні 2 см гребінці починають вести дорослий спосіб життя.

## Значення
Гребінець приморський — промисловий молюск. Він є об'єктом аквакультури. Спосіб його розведення був винайдений в Японії, де його століттями споживають у їжу. За цим способом молодь не вирощують в спеціальних басейнах, а збирають у відкритому морі, виставляючи на шляху течій колектори, на які осідають личинки, що плавають. Колектори з осілою молоддю переносять у спокійне місце поблизу берега і залишають на невеликій глибині до наступного року. Навесні або на початку літа дорослий молодняк переносять у відкрите море. Через два або три роки, коли дорослі особини досягають 100—120 мм, збирають урожай. В їжу використовують м'яз, який закриває стулку мушлі. В давнину мушлі молюсків використовували як прикраси.